# Cestrum jaramillanum
Cestrum jaramillanum là loài thực vật có hoa trong họ Cà. Loài này được Benítez & D'Arcy mô tả khoa học đầu tiên năm 1995.